# Jurij Sergeevič Balašov
Jurij Sergeevič Balašov, nella traslitterazione anglosassone Yuri Balashov (in russo Юрий Сергеевич Балашов?; Šadrinsk, 12 marzo 1949), è uno scacchista russo (sovietico fino al 1991).
Grande maestro dal 1973, vinse il campionato di Mosca nel 1970 e fu secondo dietro Anatolij Karpov nel 44º Campionato sovietico (Mosca, 1976).
Partecipò in seconda scacchiera ai campionati del mondo a squadre per studenti del 1971, 1972 e 1974, vincendo la medaglia d'oro individuale nel 1971 con 6 ½ su 8. Dal 1970 al 1980 prese parte a quattro campionati europei a squadre, vincendo nel 1977 una medaglia d'oro individuale.
Alle Olimpiadi di Malta 1980 realizzò 7 ½ su 10 e vinse, oltre alla medaglia d'oro di squadra, la medaglia d'oro individuale come prima riserva.
Altri risultati:
- 1977:  vince il campionato della Lituania;
- 1977:  primo-terzo a Lone Pine con Dragutin Sahović, Oscar Panno e Nona Gaprindashvili;
- 1979:  pari primo con Boris Spasskij e Ulf Andersson nel Campionato tedesco open di Monaco;
- 1982:  pari primo con John Nunn nel torneo di Wijk aan Zee;

Nel 1992 fu il secondo di Boris Spasskij nella seconda sfida con Bobby Fischer svoltasi a Santo Stefano in Montenegro.
Nel 2005 la FIDE gli riconobbe il titolo di FIDE Senior Trainer (allenatore senior).
Assieme a Eduard Prandstetter, ha scritto un trattato sui finali di partita, Basic Endgames, tradotto in italiano con il titolo Finali fondamentali di scacchi (Mondovì, Edizioni Scacco, 1992).